# Okuri-ōkami

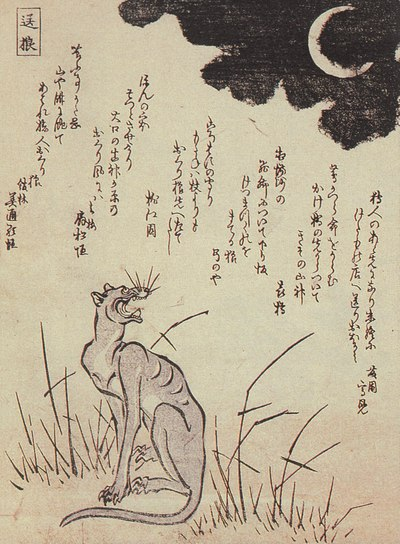
Un okuri-ōkami in un disegno del 1853

L'okuri-ōkami (送り狼; "lupo persecutore") è una creatura mitologica del folklore giapponese. È un lupo appartenente al gruppo degli Yōkai (妖怪; "demoni"), il cui comportamento varia molto a seconda dei racconti. In certe storie bracca e spesso divora le sue vittime, mentre in altre assume atteggiamenti protettivi. È spesso associato all'okuri-inu (送り犬; cane persecutore), creatura dalle caratteristiche simili, ma identificata come un cane e non un lupo.

## Descrizione
L'okuri-ōkami è descritto come un grande lupo nero che insegue coloro che camminano di notte in parchi e sentieri deserti o in vicoli bui. La vittima non può vederlo, sente soltanto il suo respiro affannoso e i passi pesanti. Secondo alcune storie, il lupo è in grado di parlare, minacciando la sua vittima con parole quali: "Non voltarti!". Se la vittima si gira, inciampa o fugge, l'okuri-ōkami attacca, divorandola. Altrimenti la seguirà fino a casa, per poter divorare tutta la famiglia. Tuttavia, se la vittima, una volta arrivata a casa, si ferma e dice: "Grazie per avermi accompagnato" senza guardarlo, l'okuri-ōkami se ne andrà senza attaccare.
In altre occasioni, tuttavia, l'okuri-ōkami può assumere anche atteggiamenti protettivi. Per esempio, in un racconto una donna incinta si imbatté in un branco di okuri-ōkami. La donna urlò: "Se volete divorarci, divorateci!", ma essi non solo non attaccarono, ma protessero la donna dai lupi della zona, che l'avevano notata, scortandola verso casa. Una volta giunti a destinazione, il marito della donna li premiò dando loro da mangiare del riso pregiato.

## Interpretazione

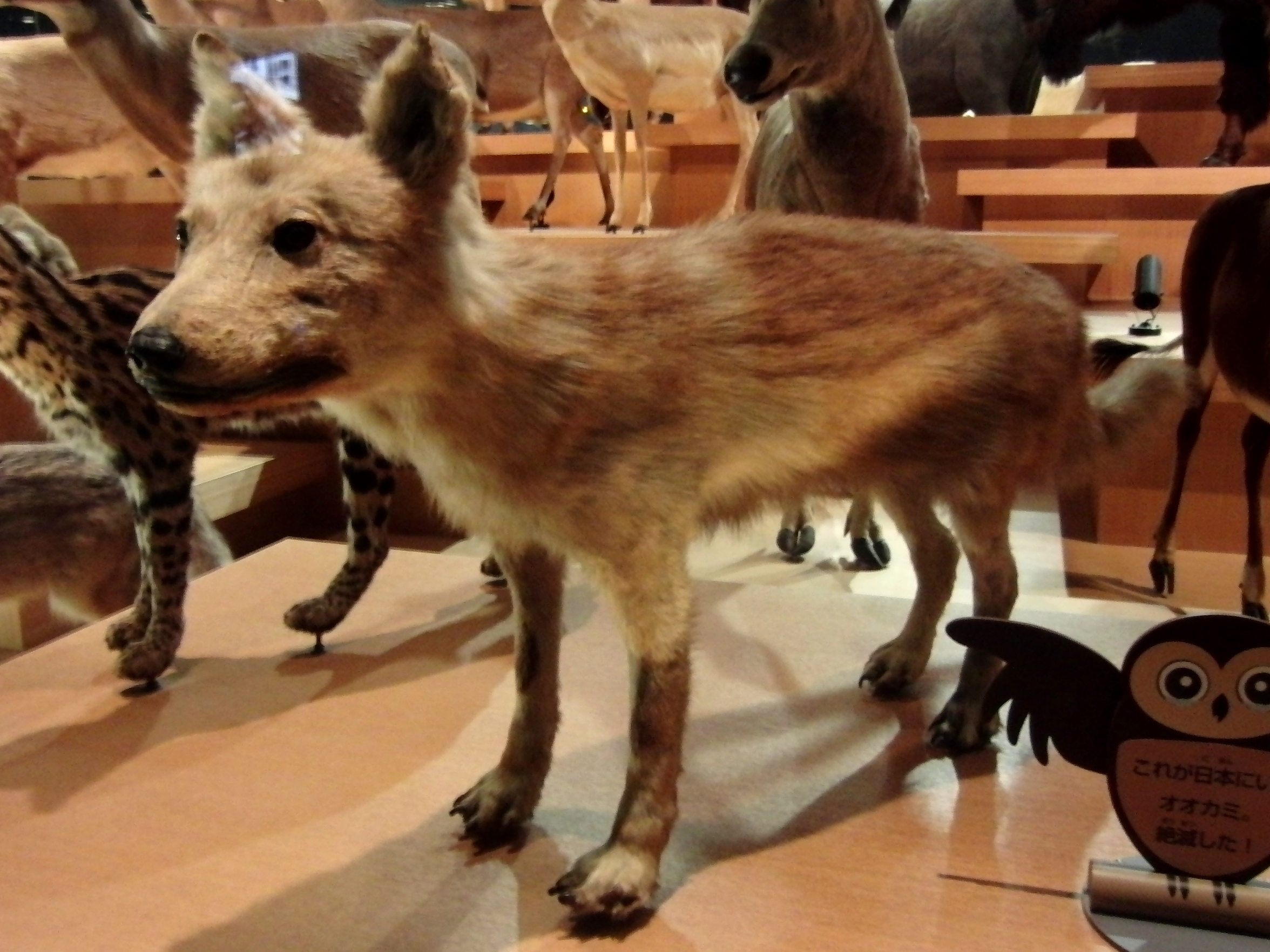
Lupo di Honshū imbalsamato

Il termine giapponese okuri (送り) significa "perseguitare" o "scortare", mentre ōkami (狼) vuol dire "lupo". Le fattezze dell'okuri-ōkami sono ispirate a una precisa specie di lupo, il lupo di Honshū (Canis lupus hodophilax), comune nell'antichità, ma oggi estinto. Nonostante fosse di dimensioni relativamente piccole, esso era molto temuto, poiché si diceva che cacciasse i bambini in grandi branchi. Le vittime si arrampicavano sugli alberi e lì dovevano rimanere finché i cacciatori non scacciavano le bestie. Inoltre, pare che il lupo di Honshū avesse la caratteristica di seguire gli umani per tenerli sotto controllo. Si ipotizza infatti che i racconti sugli atteggiamenti persecutori o protettivi dell'okuri-ōkami traggano in effetti la loro origine dai tratti comportamentali del lupo di Honshū.
Nella lingua giapponese moderna, un okuri-ōkami indica un uomo che si mette a seguire o a corteggiare insistentemente un donna, o più in generale indica una persona con cattive intenzioni, che cerca con atteggiamenti ipocriti di guadagnarsi la fiducia di qualcuno.